# Возвращение волчицы
«Возвращение волчицы» (пол. Powrót Wilczycy) — польский фильм ужасов 1990 года. Картина является продолжением фильма 1983 года «Волчица» (пол. Wilczyca).

## Сюжет
Поэт-декадент и художник из Кракова Камиль прерывает свои отношения с моделью и женится на состоятельной женщине Кристине. Прошлая женщина Камиля проклинает его, а сам Камиль переезжает в особняк своей жены. После обильного дождя на кладбище размывает могилу бывшей графини по имени Юлия, а гробокопатель находит близ неё череп волчицы. Он приносит череп в особняк, одна из служанок забирает его себе. Кроме указанных лиц в особняке также проживают граф и его жена Софья с двумя дочерьми (одну из них зовут Анна), старуха по имени Агата. Старуха протестует против поселения молодожёнов в комнату, ранее принадлежавшую «проклятой Юлии», которая, по легенде, могла превращаться в оборотня.
В первую же брачную ночь молодожёнам дала о себе знать графиня Юлия-оборотень — в то время как Камиль вышел в соседнюю комнату, оборотень вошёл в спальню к Кристине, с которой случилась истерика. После этого на дом был вызван доктор, объяснивший события ночи с медицинской точки зрения и сославшийся на галлюцинации. Однако оборотень продолжает свои проделки. Тогда Камиль, прислушавшись к наставлениям и советам старухи Агаты, вступает в противостояние с оборотнем.

## В ролях
- Ежи Зельник — Камиль Ожельский
- Гражина Треля — Кристина Ожельская, жена Камиля
- Мажена Трыбала — Стефания Зембальская, двоюродная сестра Камиля
- Леон Немчик — Зембальский, муж Стефании
- Хенрик Биста — доктор Нуссбаум
- Иоанна Тшепециньская — Иза, дочь Зембальских
- Мария Квос-Моравска — Эвелина, гувернантка дочерей Зембальских
- Збигнев Лесень — Онуфрий, слуга Зембальских
- Рышард Котыс — инспектор

## Интересные факты
- Дом, в который переехал Камиль, женившись на Кристине, является тем же домом, в котором происходили события первой части.